# Casa del Cavaliere
La Casa del Cavaliere, in lingua originale tedesca Haus zum Ritter, o anche detta Casa del cavaliere di san Giorgio è la più antica residenza del centro storico di Heidelberg, in Germania.
Sorge lungo la Hauptstraße, Via Principale, di fronte alla Chiesa di Santo Spirito.
Rappresenta un bell'esempio di dimora rinascimentale, ed essendo uno dei pochi edifici privati della città sopravvissuti al Sacco del Palatinato del 1688-89 e all'incendio del 1693, è una delle case più antiche di Heidelberg.

## Storia e descrizione

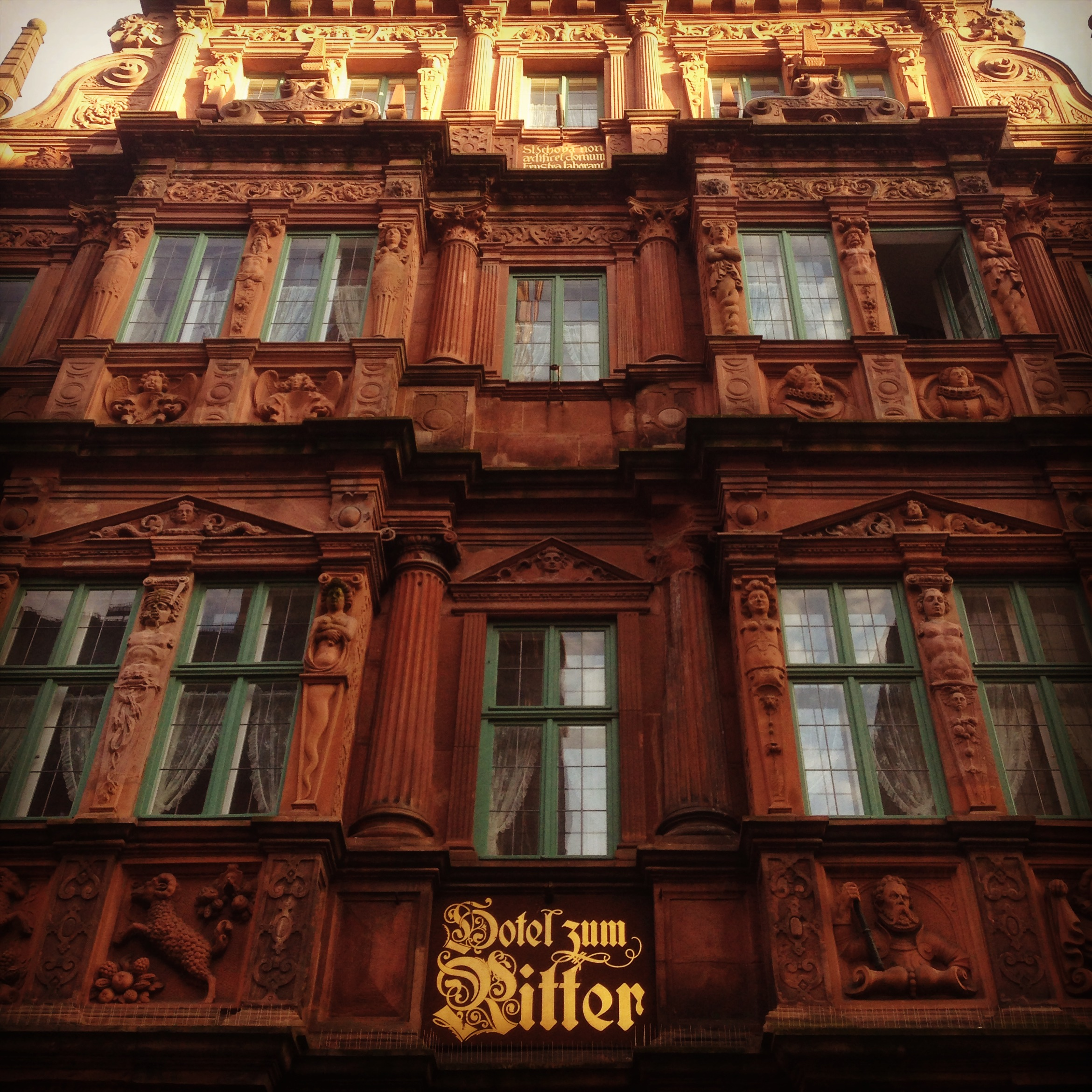
particolare della ricca facciata scolpita

Verso il 1580, al momento della presa di Valenciennes da parte degli Asburgo, il mercante di tessuti Charles Bélier, ugonotto, fuggì a causa della sua fede protestante e giunse a Heidelberg. Nel 1592 fece costruire questa residenza in un sontuoso stile tardo-rinascimentale, nella tipica arenaria rossa della zona.
La facciata è impostata dal grande timpano, in cima al quale troneggia la statua di San Giorgio con elmo cavalleresco, che conferisce il nome alla casa. La fastosa decorazione riporta motivi zoomorfi, floreali e architettonici legati al commercio della lana e dei tessuti. Nell'erker di destra, al primo piano, vi sono i busti del committente e di sua moglie. 
È una delle poche case della città sopravvissuta al grande incendio del 1693 durante la guerra di successione del Palatinato, in quanto era costruita in pietra.
Dal 1648, dalla fine della Guerra dei trent'anni, ad oggi l'edificio accoglie un albergo. Sola eccezione fu il periodo dal 1693 al 1703 quando fu sede del Municipio.

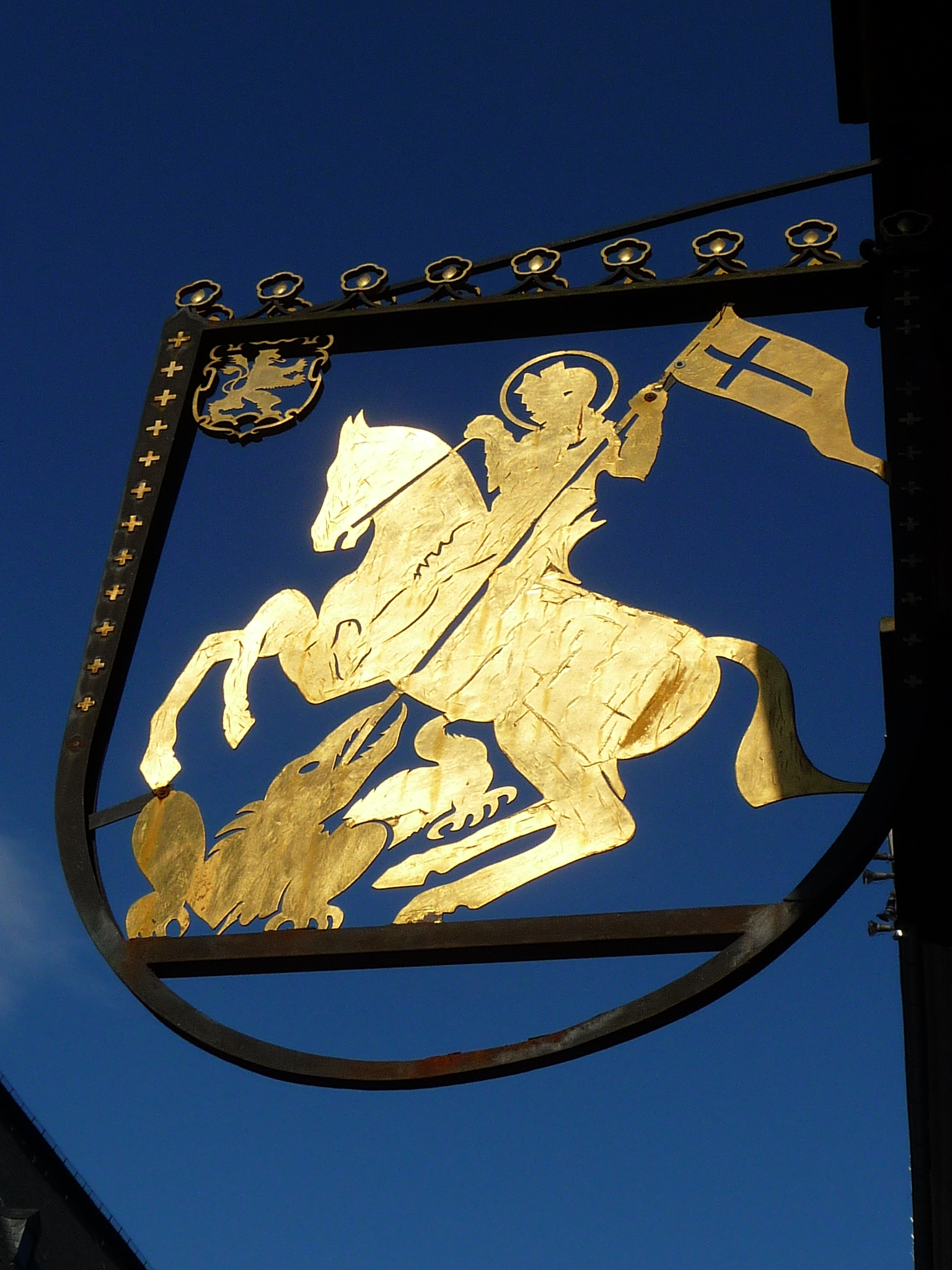
L'insegna
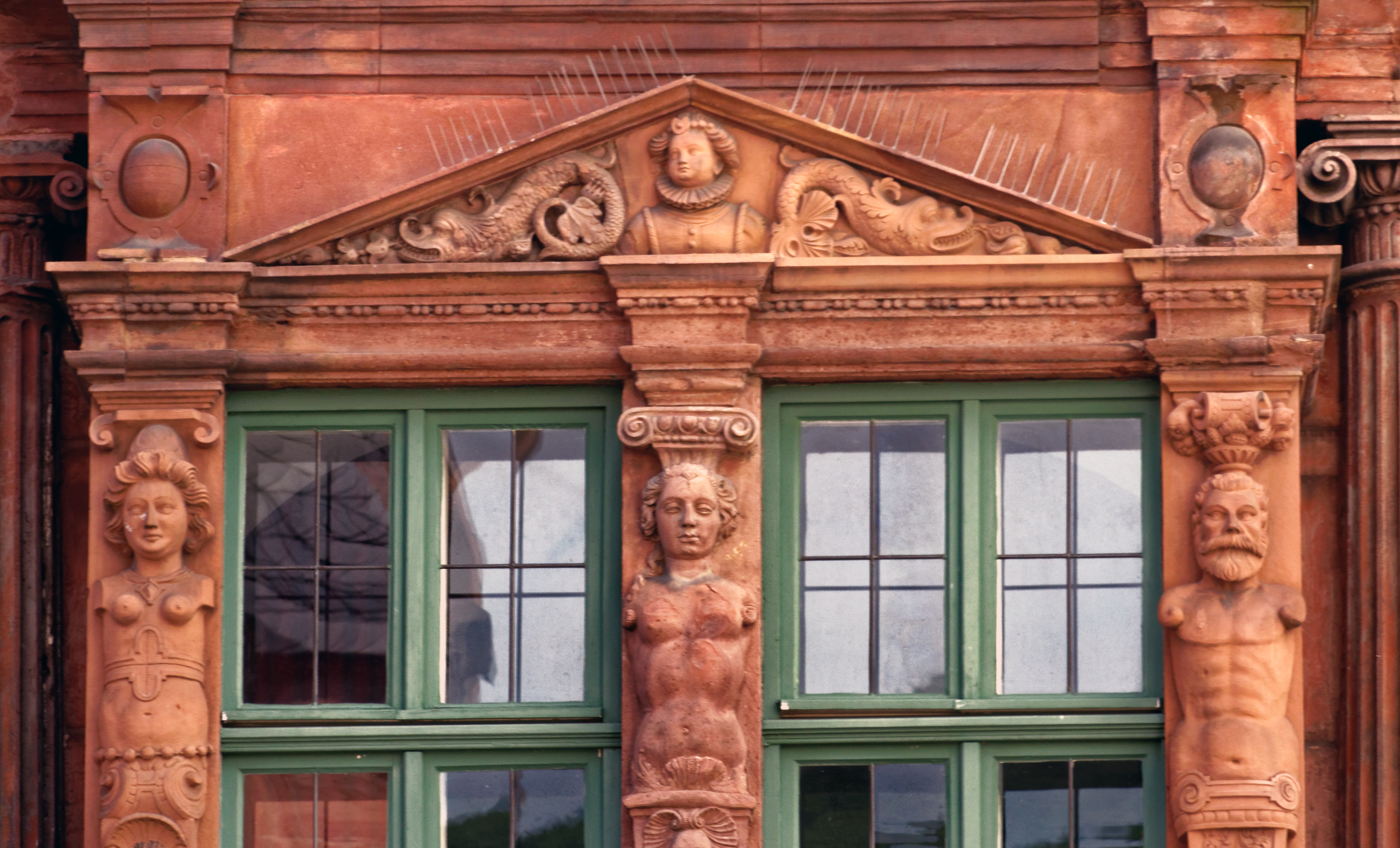
Particolare
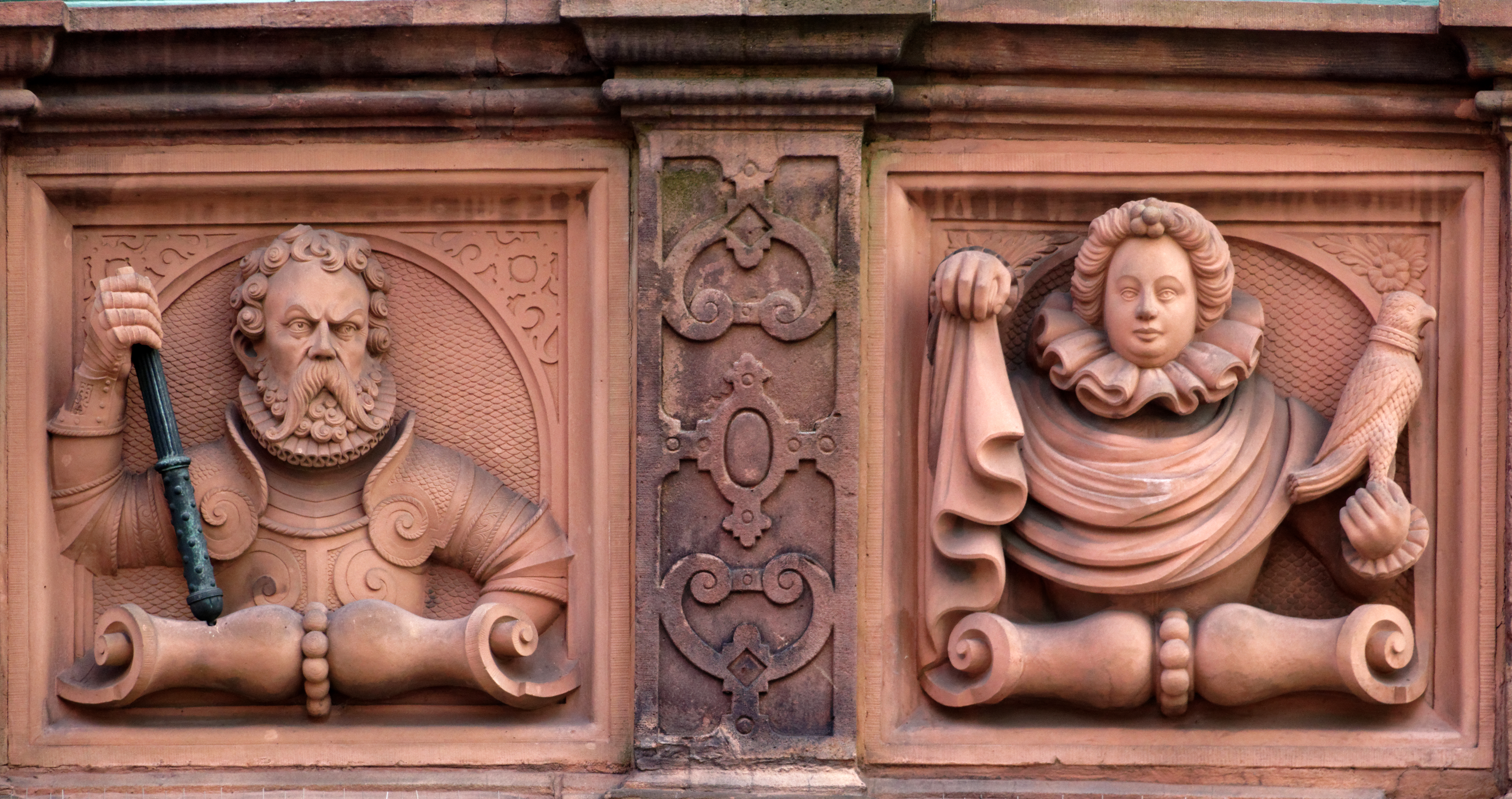
I committenti
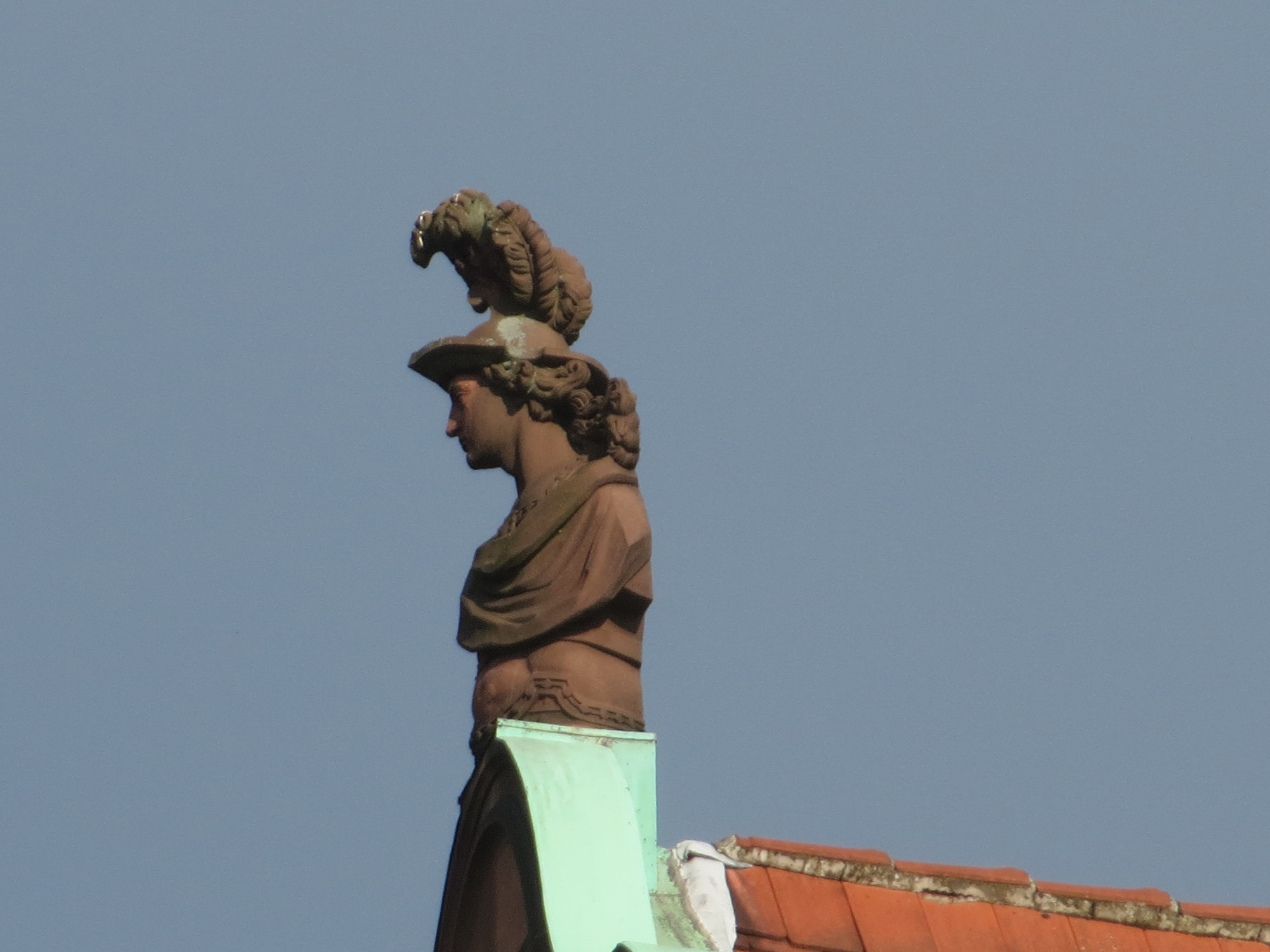
San Giorgio